# Тулвинська височина
Тулвинська височина (рос. Тулвинская возвышенность), або Чернушинсько-Юговські Ували (рос. Чернушинско-Юговские Увалы) — височина на східній частині Східно-Європейської рівнини. Розташована між річками Кама, Силва, Ірень і Вишера.
На півдні височини знаходиться витік Тулви — однієї з найбільших річок Пермського краю. У східній частині знаходяться найвищі вершини височини — Біла Гора (446 м) і Осинова Голова (430 м). У південно-східній частині зустрічаються карстові форми рельєфу.
Від інших подібних орографічних утворень в краї Тулвинська височина відрізняється високим ступенем розчленованості рельєфу.